# Bingen (Rhein) Hauptbahnhof
Bingen (Rhein) Hbf (bis 1993: Bingerbrück) ist der wichtigste Bahnhof von Bingen am Rhein. Es handelt sich um einen Trennungsbahnhof, in dem die Nahetalbahn von der linken Rheinstrecke abzweigt. Neben dem heutigen Personenbahnhof befand sich ferner ein heute abgebauter Rangierbahnhof.
Der Bahnhof befindet sich im Stadtteil Bingerbrück und erstreckt sich entlang des Rheins bis fast an die Nahe. Knapp 1,5 Kilometer ostwärts liegt der Bahnhof Bingen (Rhein) Stadt. Dieser liegt zentral in der Stadt und bietet durch seinen Busbahnhof eine bessere Anbindung an den öffentlichen Busverkehr.

## Geschichte

### Bis zum Zweiten Weltkrieg

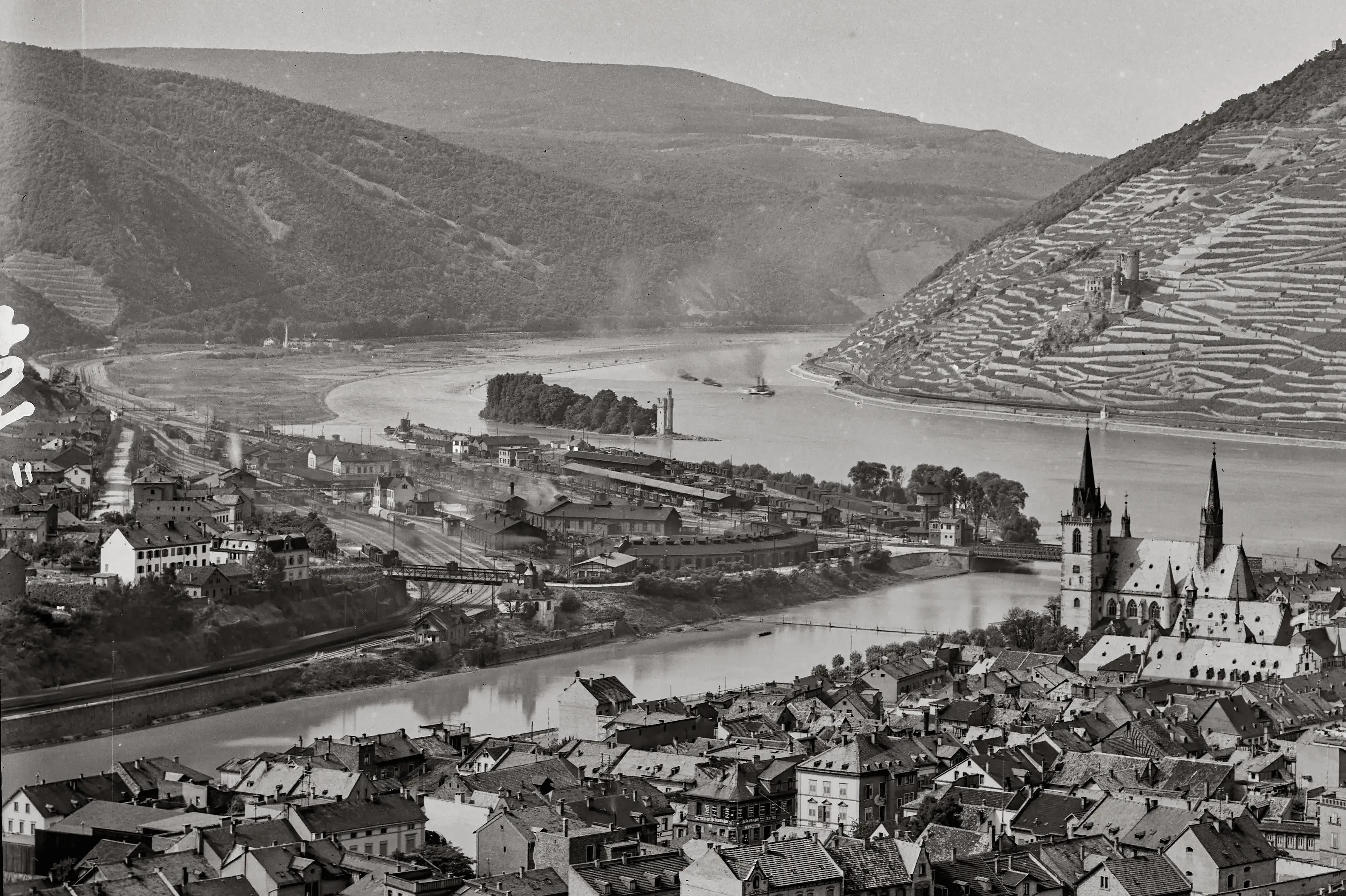
Bingerbrück 1910

Der Bahnhof wurde am 15. Juli 1858 als Bahnhof Bingerbrück zusammen mit dem ersten Teilstück der Nahetalbahn eröffnet. Auf der gegenüberliegenden Flussseite der Nahe lag der Bahnhof Bingen der linksrheinischen Strecke der Hessischen Ludwigsbahnen.

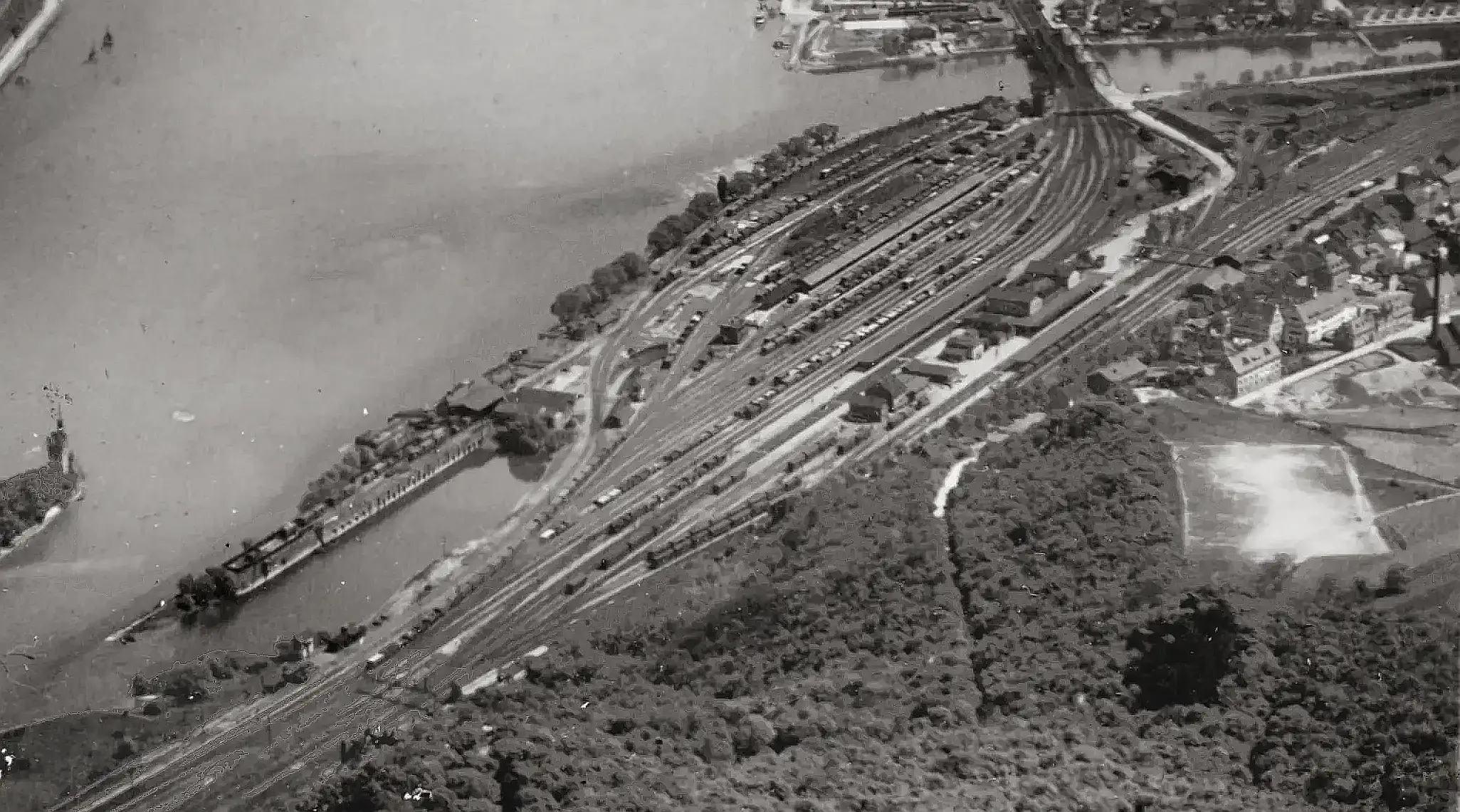
Bingerbrück 1929

Am 17. Oktober 1859 wurden mittels einer Eisenbahnbrücke beide Bahnhöfe verbunden. Der Bahnhof Bingerbrück war auch ein Grenzbahnhof zwischen dem damaligen Königreich Preußen zum Großherzogtum Hessen. Am 15. Dezember 1859 wurde der Streckenabschnitt Koblenz–Bingerbrück der Rheinischen Eisenbahn-Gesellschaft eröffnet. Um den Gütertransport aus dem Saargebiet in den Raum von Wiesbaden und Frankfurt am Main zu verbessern, beschlossen Rhein-Nahe-Eisenbahn und Nassauische Staatsbahn die Einrichtung des Trajekts Bingerbrück–Rüdesheim für Güterwagen. Dieses Trajekt nahm am 1. September 1862 seinen Betrieb auf und verkehrte auf dem Rhein zwischen Bingerbrück und Rüdesheim.

1899 wurde im Bahnhof eine Telegrafenmeisterei eingerichtet. Insgesamt gab es damals innerhalb des Direktionsbezirks Mainz noch je zwei Telegrafenmeistereien in Mainz und in Darmstadt (eines davon ebenfalls neu eingerichtet). 

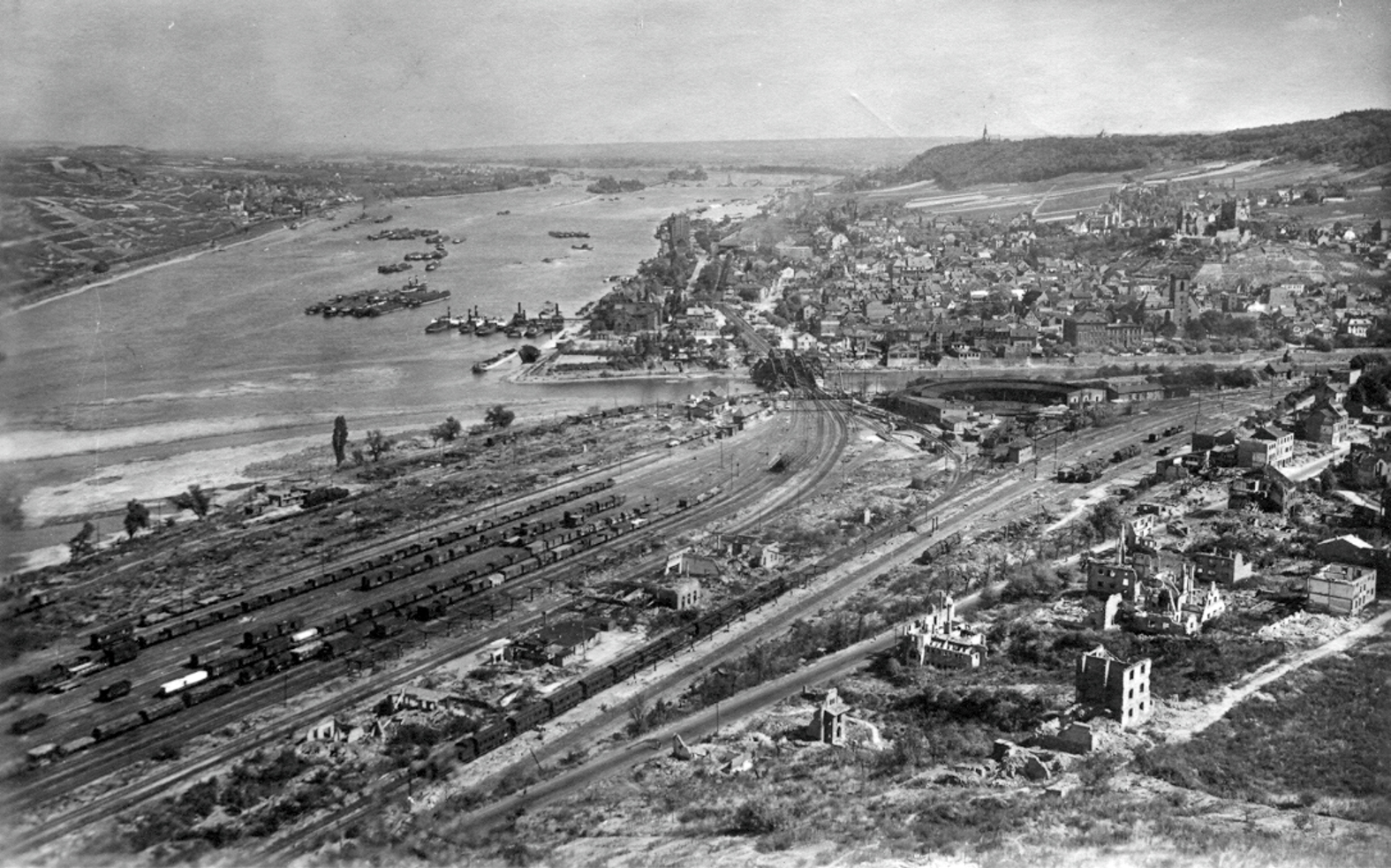
Aufnahme von Bingerbrück aus dem Jahr 1945

Im Jahr 1900 wurde der Betrieb des Trajekts eingestellt und einige Jahre später durch die Hindenburgbrücke ersetzt. Diese Eisenbahnbrücke zwischen Bingerbrück und Rüdesheim wurde in den Jahren 1913 bis 1915 erbaut und im Zweiten Weltkrieg zerstört. Seitdem gibt es bei Bingen für Züge keine Möglichkeit zur Überquerung des Rheins. Auch der Bahnhof selbst war im Zweiten Weltkrieg Ziel von Luftangriffen der Alliierten, wie z. B. am 29. Dezember 1944. Im Bahnhofsbereich waren 19,6 km Gleis, 198 Weichen und fünf Stellwerke zerstört. Unmittelbar vor dem Zusammenbruch am Ende des Zweiten Weltkriegs wurde dem Bahnhof am 15. Februar 1945 noch der Bahnhof Bingen (Rhein) (heute: Bingen Stadt) zugeschlagen.

### Nach dem Zweiten Weltkrieg
Die Bahnanlagen wurden ab 1945 schrittweise repariert und in Betrieb genommen, die elektrischen Stellwerke bereits 1946. Reisezugverkehr fand hier aber erst ab dem Sommerfahrplan 1951 wieder statt. Bis dahin diente den Zügen von und nach Bad Kreuznach ein behelfsmäßiger Haltepunkt Bingerbrück (Drususbrücke), der aufgegeben wurde, als der Bahnhof Bingerbrück wieder nutzbar war, dem Personenverkehr.
1960 wurde von der Deutschen Bundesbahn auf dem Areal des ehemaligen Bingerbrücker Hafens eine Wagenausbesserungshalle erbaut. Die 3000 Quadratmeter große Halle wurde von drei nebeneinander liegenden Gleisen durchzogen, die beidseitig an das Bahnnetz angeschlossen waren. 1978 wurden die Reparaturarbeiten zentralisiert und die Wagenausbesserungshalle geschlossen.
Seit der Gemeindereform 1969 gehört Bingerbrück zur Stadt Bingen am Rhein. Seitdem hat Bingen mehrere Bahnhöfe und Bahnhaltepunkte. Weil die Nahetalbahn in Bingerbrück mit der linken Rheinstrecke verknüpft wird und dieser Bahnhof auch ein Fernverkehrshalt ist, ist er der wichtigste in der Stadt Bingen. Aus diesem Grund wurde er 1993 von Bingerbrück in Bingen (Rhein) Hauptbahnhof umbenannt.
Die sechs Stellwerke Bingerbrück Ostturm – Bot, Bingerbrück Befehlsstellwerk – Bkb (das weiter unten näher beschrieben wird) und Bingerbrück Westturm – Bwt, Bingerbrück Zustimmungsstellwerk Kreuzbach – Bzk, Bingerbrück Südgleise Mitte – Bsm, Bingerbrück Nahebahn Süd – Bns, genauso wie das Stellwerk Bingen Befehlsstellwerk – Bnb und das Stellwerk Bingen Ost – Bo im benachbarten Bahnhof Bingen (Rhein) Stadt gingen am 3. Februar 1996 außer Betrieb und wurden durch das Zentralstellwerk Bf an der Eisenbahnbrücke ersetzt. Das mechanische Stellwerk Bingerbrück Ostturm war 1920 für das Stellen der Weichen und Signale an der Rheinstrecke sowie für den Rangierbetrieb in Richtung Mainz erbaut worden.
Zur Landesgartenschau, die 2008 in Bingen stattfand, erhielt der Hauptbahnhof seine neue Gestalt. Der stillgelegte, zugehörige Rangier- und Güterbahnhof, welcher ein Gebiet von 150.000 Quadratmeter umfasste und zwei Ablaufberge besaß, wurde rückgebaut und in das Gelände der Gartenschau integriert. Außerdem wurde das 1996 stillgelegte Stellwerk Bingerbrück Ostturm für die Gartenschau saniert und zu einem Museum umgebaut. Der circa 100 Meter lange, doppelröhrige Backsteingang, der früher Angestellte unter den Gleisen zum Bahnbetriebswerk führte, musste aufgrund gravierender Schäden verfüllt werden. Der Eingangsbereich des Tunnels wurde in eine Bühne für ein Freilufttheater umfunktioniert. Der alte Treppenabgang am Eingangsbereich wurde restauriert und dient dem Publikum als Sitzbereich. Diese Bauarbeiten geschahen auch zur Vorbereitung auf die Landesgartenschau. Außerdem wurde eine Brücke errichtet, die mit Aufzügen ausgestattet war und auf das Gelände der Gartenschau führte, so dass Besucher vom Bahnsteig aus barrierefrei zur Gartenschau gelangen konnten.

## Stellwerk Bingerbrück Befehlsstellwerk

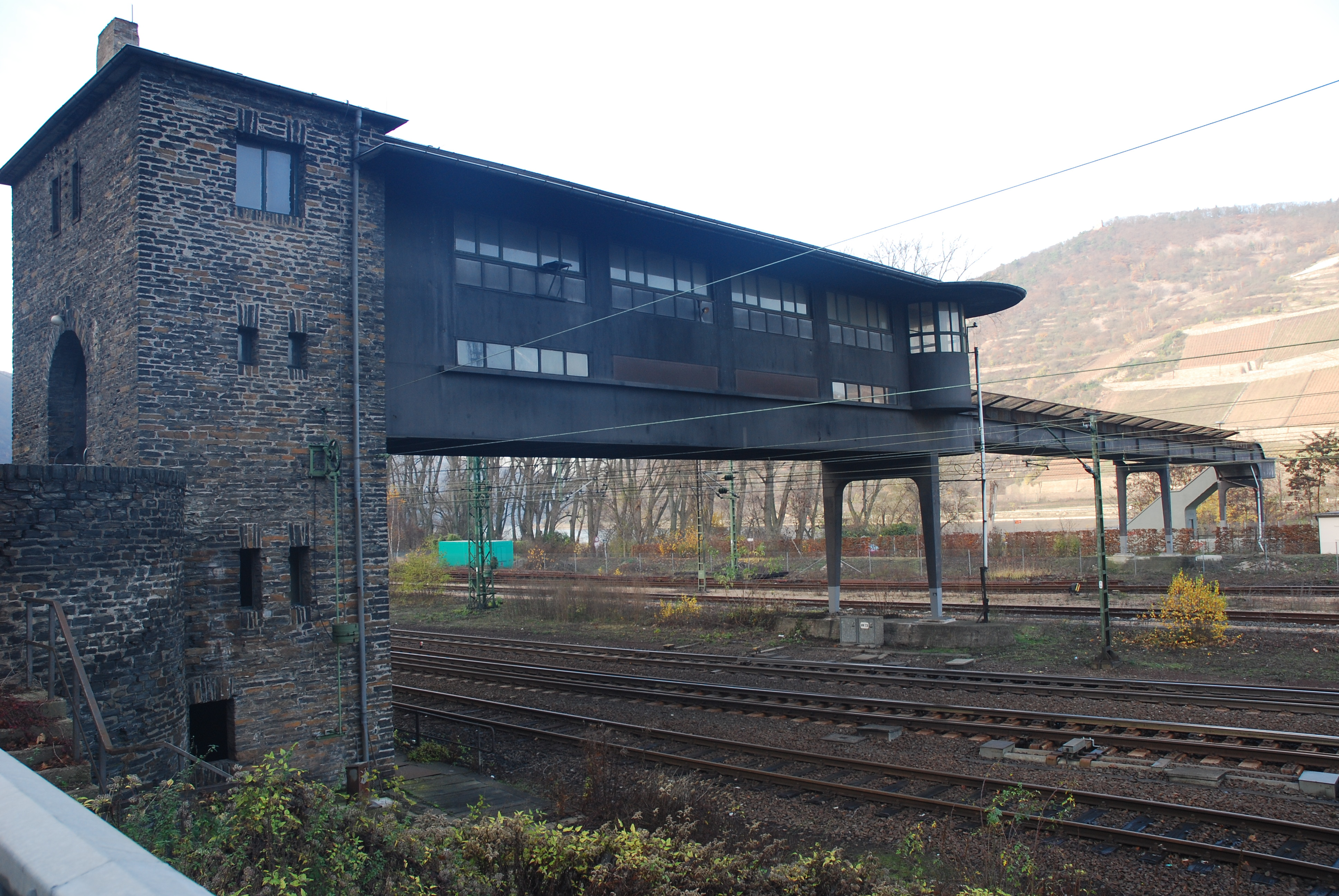
Das Stellwerk (2009)

Im Norden des Binger Hauptbahnhofs befindet sich beim ehemaligen südlichen Ablaufberg des Güterbahnhofs das Stellwerk Bingerbrück Kreuzbach Befehlsstellwerk (Bkb). Obwohl es sich um die Stellwerks-Bauform eines Brückenstellwerks (mit dem Bedienraum erhöht quer über den Gleisen angeordnet) handelt, wird es heute meist fälschlicherweise als (altes) Reiterstellwerk bezeichnet, wobei dieser Fehler auch durch den Eintrag in der Denkmalliste fixiert wurde.
Das Befehlsstellwerk wurde von dem Architekten und Reichsbahn-Baubeamten Hans Kleinschmidt als Stahlskelettbau geplant und im Jahr 1936 fertiggestellt (Entwurfszeichnung im Juli 1934, Richtfest am 11. Januar 1936, Freigabe Fußgängerbrücke am 30. Mai 1936). Auf der westlichen Seite enthält ein in Bruchstein-Mauerwerk ausgeführter, turmartiger Bauteil den Zugang zum Bedienraum mit einem 21,6 Meter langen Stellraum und den Betriebsräumen; darunter enthält das Bauwerk auch eine 70,5 Meter langen Fußgängerbrücke, die über die Länge des Stellraums hinaus bis auf die andere Seite der Gleisanlagen reicht. Die Gesamtlänge einschließlich Sockelgebäude beträgt 73,6 Meter. Die elektromechanische Stellwerkanlage der Bauart E 43 von Siemens war 15,6 Meter lang (8 Elementen mit jeweils 24 Hebelplätzen und 50 Schubstangen). Zu Spitzenzeiten war das Stellwerk mit fünf Personen besetzt, die insbesondere für den Zugauflösungs-, Ablauf- und Zugbildungsverkehr im Güterbahnhofsteil zuständig waren. Nach 60 Jahren Betrieb wurde das Stellwerk im Jahr 1996 zusammen mit den anderen Stellwerken außer Betrieb genommen und durch das neue Zentralstellwerk Bf an der Nahebrücke ersetzt.
Das Reiterstellwerk steht seit 8. November 2005 als Kulturdenkmal unter Denkmalschutz. Außerdem liegt es im UNESCO-Welterbe Oberes Mittelrheintal.
2014 wurde eine Machbarkeitsstudie für die zukünftige Nutzung des denkmalgeschützten Gebäudes durch die DB Netz AG in Auftrag gegeben. Im März 2018 wurde mit der Sanierung des Brückenstellwerks durch die DB Netz AG begonnen. Risse an den Hauptträgern wurden geschweißt und der Berührungsschutz über dem Gleis wurde erneuert. Im Jahr 2019 erfolgte der Austausch der Fenster und der Innenausbau wurde begonnen. Neben einem neuen Hausanschluss erhielt das Gebäude im Jahr 2020 eine neue Heizungsanlage, Elektroinstallationen, Türen und Böden. Die denkmalgerechten Instandsetzungsarbeiten wurden im August 2020 abgeschlossen, sodass die neuen Büroräume von den Brückenprüfern der DB Netz AG im September 2020 bezogen wurden.

## Anlage
Im Binger Hauptbahnhof existieren drei Bahnsteige mit sechs Bahnsteiggleisen für den Personenverkehr. Die Mittelbahnsteige an den Gleisen 101 bis 103 und 201 haben eine Höhe von 55 Zentimetern und der Mittelbahnsteig an den Gleisen 202 und 203 ist 38 Zentimeter hoch.

## Personenverkehr

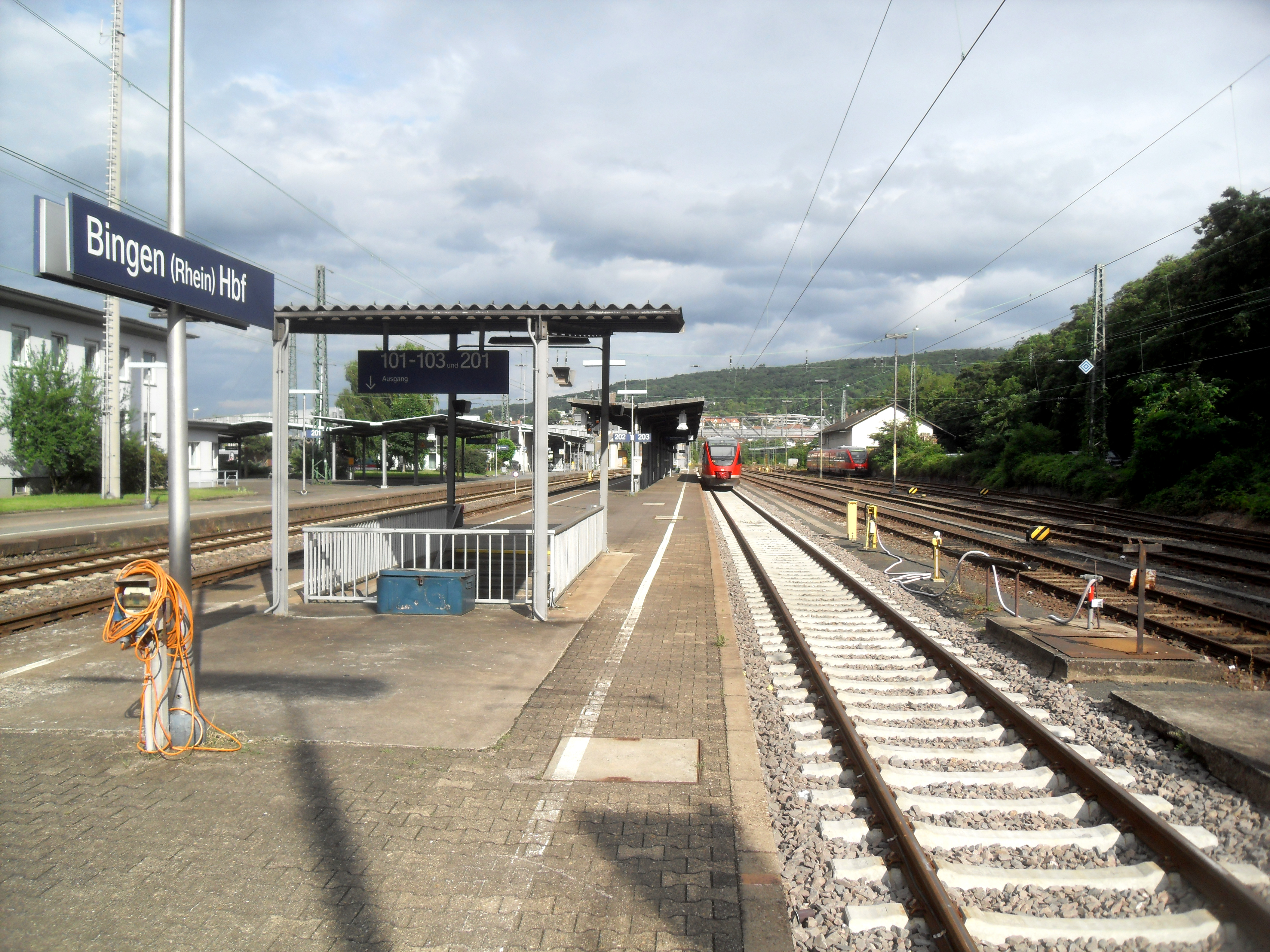
Bahnsteige des Hauptbahnhofs von Bingen am Rhein

Im Schienenpersonenfernverkehr halten einzelne Intercity und EuroCity der Linien 31 und 32 hier an den Gleisen 101 und 102. Zudem wird Bingen Hbf seit Dezember 2019 auch täglich von zwei ICE der Linien 31 und 32 bedient.
Im Schienenpersonennahverkehr verkehren folgende Linien: Der RE 2 zwischen Koblenz Hauptbahnhof und Frankfurt (Main) Hauptbahnhof hält an den gleichen Gleisen wie der Fernverkehr. Der RE 17 zwischen Koblenz Hauptbahnhof und Kaiserslautern Hauptbahnhof hält am Gleis 202. Die RB 26 zwischen Köln Hauptbahnhof und Mainz Hauptbahnhof hält an den Gleisen 201 (Richtung Mainz) und 103 (Richtung Köln) und wird dort von den Zügen des Fernverkehrs beziehungsweise vom Regional-Express planmäßig überholt. Die in Bingen beginnende RB 65 nach Kaiserslautern Hauptbahnhof verkehrt normalerweise von Gleis 203, Verstärkerzüge nutzen Gleis 202.
Der Hamburg-Köln-Express war zwischen Dezember 2015 und August 2016 auf dem Binger Fahrplan zu finden.
| Linie                    | Zuglauf | Takt                                    |
| ICE/IC/EC 31             | (Kiel –) Hamburg – Bremen – Osnabrück – Münster – Dortmund – Hagen – Wuppertal – Solingen – Köln – Bonn – Koblenz – Bingen (Rhein) Hbf – Mainz – Frankfurt – Hanau – Würzburg – Nürnberg – Passau | einzelne Züge                           |
| IC/EC                    | (Ostseebad Binz – Berlin – Hannover – Bielefeld – Hamm –) / (Münster – Recklinghausen –) Dortmund – Essen – Duisburg – Düsseldorf – Köln – Bonn – Remagen – Andernach – Koblenz – Bingen (Rhein) Hbf – Mainz – Mannheim – Heidelberg – Stuttgart (ein Zugpaar Ulm – Augsburg – München – Salzburg – Klagenfurt, ein Zugpaar Ulm – Lindau – Innsbruck, ein Zug Plochingen – Reutlingen – Tübingen) | einzelne Züge                           |
| RE2                      | SÜWEX: Frankfurt (Main) Hbf – Frankfurt-Niederrad – Frankfurt (Main) Flughafen Regionalbf – Rüsselsheim – Mainz-Bischofsheim – Mainz Römisches Theater – Mainz Hbf – Ingelheim – Bingen (Rhein) Hbf – Bacharach – Oberwesel – Boppard Hbf – Koblenz Hbf Stand: Fahrplanwechsel Dezember 2021 | 120 min (zus. Züge wochentags zur HVZ)  |
| RE 17                    | Koblenz – Boppard – Oberwesel – Bingen (Rhein) Hbf – Bad Kreuznach – Bad Münster – Kaiserslautern | 120 min                                 |
| RB 26                    | MittelrheinBahn: (Köln/Bonn Flughafen –) (nur im Nachtverkehr) Köln Messe/Deutz – Köln Hbf – Köln West – Köln Süd – Hürth-Kalscheuren – Brühl – Sechtem – Roisdorf – Bonn Hbf – Bonn UN Campus – Bonn-Bad Godesberg – Bonn-Mehlem – Rolandseck – Oberwinter – Remagen – Sinzig (Rhein) – Bad Breisig – Brohl – Namedy – Andernach – Weißenthurm – Mülheim-Kärlich – Koblenz-Lützel – Koblenz Stadtmitte – Koblenz Hbf – Rhens – Spay – Boppard Hbf – Boppard-Bad Salzig – Boppard-Hirzenach – Sankt Goar – Oberwesel – Bacharach – Niederheimbach – Trechtingshausen – Bingen (Rhein) Hbf – Bingen (Rhein) Stadt – Bingen-Gaulsheim – Gau Algesheim – Ingelheim – Heidesheim (Rheinhessen) – Uhlerborn – Budenheim – Mainz-Mombach – Mainz Hbf Stand: Fahrplanwechsel Dezember 2021 | 60 min 30 min (Bingen–Mainz wochentags) |
| RB 33                    | Bad Kreuznach – Langenlonsheim – Bingen (Rhein) Hbf – Ingelheim – Heidesheim – Budenheim – Mainz Hbf | einzelne Züge nachts                    |
| RB 65                    | Bingen (Rhein) Hbf – Langenlonsheim – Bad Kreuznach – Bad Münster am Stein – Rockenhausen – Alsenz – Winnweiler – Enkenbach – Kaiserslautern | 60 min                                  |
| Stand: 10. Dezember 2023 | |                                         |